# (33106) 1997 YG16
1997 واي جي 16 (ويعرف أيضًا باسم (33106) 1997 واي جي 16 وفق تسمية الكوكب الصغير) (بالإنجليزية: 1997 YG16)‏ هو كويكب ضمن حزام الكويكبات؛ وترتيبه 33106 من حيث الاكتشاف.
اكتُشف هذا الجُرم الفلكي بواسطة تاكيشي أوراتا ‏ في 31 ديسمبر 1997.

## وصلات خارجية
- (33106) 1997 YG16 في قاعدة بيانات مختبر الدفع النفاث لأجرام النظام الشمسي الصغيرة

- الاكتشاف · مخطط المدار ·  العناصر المدارية · المعلمات المادية

- (33106) 1997 YG16 على موقع ويكي سكاي: DSS2, SDSS, GALEX, IRAS, Hydrogen α, X-Ray, Astrophoto, Sky Map, Articles and images